# Kovács Edit (jogász)
Kovács Edit, Ecksteinné (Temesvár, 1929. április 30. – Kolozsvár, 2017. március 28.) romániai magyar jogász, jogi szakíró, szakfordító, egyetemi oktató.

## Életútja
Kolozsvárt az Állami Leánygimnáziumban érettségizett (1948), a Bolyai Tudományegyetem jogi karán szerzett diplomát (1953). Ugyanitt kezdte szaktudományi pályáját, a Babeș–Bolyai Tudományegyetem adjunktusaként vonult nyugalomba (1986). Huszár Andorral és Gogomán Gáborral együtt fordította magyarra Simion Bayer és Mircea Constantiniu Vállalati igazgatók kézikönyve (1956) című művét.

## Munkái
- Szülők, gyermekek és rokonok jogviszonyai (Jogi Kis Könyvtár 13. 1958);
- Kötelmi jog Fekete Györggyel, egyetemi jegyzet, Kolozsvár, 1958);
- Dreptul transportului (1982), Legislație economică (társszerző Ștefan Cărpenaru, Doina P. Roman, 1983).